# Piede talo-valgo-pronato
Il piede talo-valgo-pronato è una malformazione congenita in cui il piede è deviato verso l'esterno e l'alto. È uno dei tipi di piede torto congenito ed è il contrario del piede equino-varo-supinato.

## Esami
Alla radiografia si mostra la deformità, mentre potrebbe essere non osservata nel semplice esame obiettivo.

## Terapia
Il trattamento è soltanto chirurgico ma si opera soltanto nei casi più gravi.